# 翔び出せ! コルピクラーニ
翔び出せ! コルピクラーニ (Spirit of the Forest) は、コルピクラーニの1stアルバム。ジャンル「森メタル」は日本盤発売元サウンドホリック独特の宣伝手法による名称であり、一般的にはフォーク・メタル（民謡メタル）に類する。
本作の日本盤はまずサウンドホリックのヒドゥン・マニアックス・シリーズとして発売されたが、廃盤となった。その後ミュージック・ビデオ「酒場で格闘ドンジャラホイ」が、インターネット上の好事家に広まり、その影響を受けて、次作『荒野のコルピクラーニ』のエンハンスドビデオクリップとして収録された。その後、テレビ番組ヘビメタさんでも同クリップなどが取り上げられ、徐々に同曲が収録されている本作の知名度が上昇してくる。その結果、新たに邦題をつけられ、次々作『世にもコルピな物語』と同時発売でのリイシューとなった。

## 酒場で格闘ドンジャラホイのミュージックビデオ
薪を割るカットから転じて、小屋を飛び出し無表情でヴァイオリンを弾くヒッタヴァイネンのシーンとなり、チープな機材で撮られたような彩度の低い演奏シーンが続く。ヨンネを筆頭に多くのメンバーが一心不乱に演奏を表現しているが、やはり無表情なヒッタヴァイネンや動きが激しいあまりロボットのように機械的なアリとの対比が強烈なインパクトを残す。
間奏ではメンバーが屋外で食事するシーンに続いて酔った上での乱闘を表現しようとしているが、殴り合いではなくレスリングのようで、単に草むらでじゃれているだけとも受け取る事が出来る。後半は頭がぶつかるほど屋根の低いバンガローのベランダでヴァイオリンを弾くヒッタヴァイネンのカットや、演奏シーンのキャラクターを忘れて小道具をいじるヨンネのカットがメイキングショットのように挟まれている。

## 収録曲
1. 酒場で格闘ドンジャラホイ - Wooden Pints
2. 朝まで飲もうぜ - Before the Morning Sun
3. 神風北欧隊 - God of Wind
4. 森は泣いている - With Trees
5. ビールこそが神の水 - Pellonpekko
6. 眼力王 - You Looked Into My Eyes
7. 慌てんぼうのポルカ - Hullunhumppa
8. 俺の墓標を越えて行け - Man Can Go Even Through The Grey Stone
9. 冬の夜空で漢祭 - Pixies Dance
10. 酒が入れば百万馬力 - Juokse Sinä Humma
11. カラスと行こうよどこまでも - Crows Bring The Spring
12. 死人に口なし - Hengettömiltä Hengiltä
13. 太鼓の仙人 - Shaman Drum
14. 大地のコルピクラーニ - Mother Earth

## 参加ミュージシャン
- ヒッタヴァイネン Hittavainen- ヴァイオリン、ヨウヒッコ、フルート
- ホンカ Honka - ギター
- アルト Arto - ベース
- ヨンネ・ヤルヴェラ Jonne Jarvela - ヴォーカル、ギター
- マットソン Matson - ドラムス
- アリ Ali - パーカッション